# Emil Popp

Emil Popp

Emil Popp (* 26. April 1897 in Heidingsfeld; † 25. März 1955 in Würzburg) war ein deutscher Nationalsozialist und Verwaltungsbeamter. Er war Reichstagsabgeordneter und Kreishauptmann/Regierungspräsident in Chemnitz und Köslin.

## Leben
Popp absolvierte nach dem Besuch der Volks- und Oberrealschule die Bauschule Würzburg. Von 1914 bis 1918 nahm er als Freiwilliger im Königlich Bayerischen 11. Feldartillerie-Regiment am Ersten Weltkrieg teil. 1921 wurde Popp Gauführer des Bundes Oberland in Mainfranken. Er trat zum 1. Januar 1931 in die Nationalsozialistische Deutsche Arbeiterpartei ein (Mitgliedsnummer 414.073) und übernahm die Funktion des Kreisleiters. Nach der Machtübernahme durch die Nationalsozialisten 1933 wurde er Zweiter Bürgermeister in Karlstadt und Standartenführer des Schutzstaffel-Abschnitts IX Franken (SS-Nummer 25.048). Zwei Jahre später übernahm er als SS-Oberführer die Führung des SS-Abschnittes XII Ostmark und wurde 1935 in Frankfurt (Oder) zu einem der 18 Preußischen Provinzialräte in den Provinzen Brandenburg und Grenzmark Posen-Westpreußen ernannt., bevor er am 16. September 1936 als SS-Brigadeführer des SS-Abschnittes II als Nachfolger von Walter Burghardt nach Dresden in Sachsen ging. Diese Funktion übte er bis zum 1. August 1944 aus. 
Am 16. September 1936 wurde er im Wahlkreis Frankfurt (Oder) für die NSDAP in den Reichstag (Zeit des Nationalsozialismus) gewählt. Am 14. April 1937 erfolgte eine Ernennung zum kommissarischen Kreishauptmann von Chemnitz, zum 1. Januar 1938 übernahm er offiziell dieses Amt, das er bis 1944 als Regierungspräsident ausübte. Am 18. August 1944 wurde Emil Popp Regierungspräsident im Regierungsbezirk Köslin.